# Paracloeodes portoricensis
Paracloeodes portoricensis är en dagsländeart som först beskrevs av Jay R. Traver 1938.  Paracloeodes portoricensis ingår i släktet Paracloeodes och familjen ådagsländor. Inga underarter finns listade i Catalogue of Life.